# Chadwell (Shropshire)
Chadwell – osada w Anglii, w hrabstwie Shropshire. Leży 30 km na wschód od miasta Shrewsbury i 202 km na północny zachód od Londynu.